# Lethe formosana
Lethe formosana är en fjärilsart som beskrevs av Hans Fruhstorfer 1908. Lethe formosana ingår i släktet Lethe och familjen praktfjärilar. Inga underarter finns listade i Catalogue of Life.